# Rhachitheciaceae
Rhachitheciaceae  es una familia de musgos perteneciente al orden Dicranales.
Según The Plant List comprende 8 géneros con 47 especies descritas y de estas, solo 31 aceptadas.

## Taxonomía
La familia fue descrita por Harold E. Robinson y publicado en The Bryologist 67: 448. 1964. El género tipo es: Rhachithecium

## Géneros
- Hypnodon
- Hypnodontopsis
- Jonesiobryum
- Rhachitheciopsis
- Rhachithecium
- Tisserantiella
- Ulea
- Zanderia